# Vườn quốc gia Campos del Tuyú
Vườn quốc gia Campos del Tuyú (tiếng Tây Ban Nha: Parque Nacional Campos del Tuyú) là một vườn quốc gia nằm ở tỉnh Buenos Aires, Argentina. Được thành lập vào ngày 13 tháng 5 năm 2009, sự hấp dẫn chính của Campos del Tuyú là số lượng ít của loài hươu đồng cỏ Nam Mỹ; trên thực tế, chỉ có một số nơi là tại Nam Mỹ là có sự hiện diện của chúng. Các cư dân khác của vườn quốc gia bao gồm hơn một trăm loài chim, chuột lang nước, và mèo rừng Nam Mỹ có nguy cơ tương tự.